# Berni Kelb
Bernhard „Berni“ Kelb (* 13. Februar 1934 in Hamburg; † 5. Dezember 2011 in Walle, auch bekannt als Bani Barfoot) war ein deutscher Arbeiter, Gewerkschafter und Autor.

## Leben
Der 1934 geborene, aus einer kommunistischen Hamburger Arbeiterfamilie stammende Schlosser Kelb, war in den 1950er Jahren hauptamtlicher Sekretär der illegalen FDJ in Hamburg bis zur Auflösung und danach aktives Mitglied der illegalen KPD, distanzierte sich jedoch später von ihr. Er arbeitete als Schlosser in verschiedenen Betrieben in Hamburg-Barmbek, unter anderem bei Kampnagel. Seine Erfahrungen mit linker, revolutionärer Betriebsarbeit war Basis für seine Veröffentlichungen.
Seine 1971 erschienene Betriebsfibel sollte der Agitation am Arbeitsplatz dienen. Sie war eine „Anleitung für den revolutionären Betriebsarbeiter, der als einzelner mit Hinblick auf die Bildung einer Basisgruppe den Kampf aufnehmen will“. Kelb wollte eine revolutionäre Umgestaltung der Gesellschaft durch massenhaft synchronisierten Ungehorsam und Generalstreik. Er lehnte jede Form der Herrschaft von Menschen über Menschen und die darauf beruhende Ausbeutung ab. Für ihn fängt die Demokratie am Arbeitsplatz an und sollte auf die ganze Gesellschaft ausgeweitet werden. Eine Einschränkung der Demokratie nach der Revolution wie einen bewaffneten Putsch kamen für ihn nicht in Frage. In seiner Fibel gibt er Tipps wie Konflikte im Betrieb zur Umsetzung seiner Strategie genutzt werden können und zum Verhalten der Aktivisten. Er rät zum Gewerkschaftsbeitritt, aber warnt vor hauptamtlichen Gewerkschaftssekretären, die sich als „Manager“ fühlen. Sein Ziel war eine Selbstorganisation der Beschäftigten. Der Bundesverband der Deutschen Industrie erkundigte sich nach Kelb und warnte in Rundschreiben vor seinen Veröffentlichungen. Der Text des vergriffenen Buches wurde 2010 durch anarchistische bzw. anarchosyndikalistische Gruppen online wieder verfügbar gemacht und zur Bildung linker Betriebsgruppen herangezogen.
Das 1973 erschienene Buch Organisieren oder organisiert werden beschreibt einen antiautoritären und emanzipatorischen Organisationsansatz, vor dem Hintergrund Kelbs Erfahrungen in der KPD und mit den damals florierenden K-Gruppen. Es wurde im September 2013 als schlichte Broschüre neu aufgelegt.
Seit den 1990er Jahren widmete sich Kelb der Kultur des Niederdeutschen. Er übertrug die Theaterstücke Biedermann und die Brandstifter und Rose Bernd ins Niederdeutsche. Kelb schrieb, auch unter Pseudonym, für die Berliner Tageszeitung politische Beiträge, so zum Verbotsverfahren gegen die NPD und Theaterkritiken zur niederdeutschen Bühne im Waldau-Theater.

## Werke
- Betriebsfibel. Ratschläge für die Taktik am Arbeitsplatz. Wagenbach Verlag, Berlin 1971, ISBN 3-8031-1031-9. Anhang von Jörg Huffschmid; online:
- Organisieren oder organisiert werden: Vorschläge für Genossen links unten. Wagenbach Verlag, Berlin 1973, ISBN 3-8031-1039-4. Aktuelle Neuausgabe: Verlag „von unten auf“, Hamburg 2013, ISBN 978-3-00-043409-9
- Beitrag in: Reinhard Crusius, Manfred Wilke (Hrsg.): Entstalinisierung. Der XX. Parteitag der KPdSU und seine Folgen. Suhrkamp Verlag, Frankfurt 1977, ISBN 3-518-00609-6.[9]
- Rose Bernd. Niederdeutsche Bearbeitung des Schauspiels von Gerhart Hauptmann; ca. 1998[10]